# Haplogrupo Q (ADN-Y)
Em genética humana, o haplogrupo Q (ADN-Y) é um haplogrupo do cromossoma Y humano, "irmão" do haplogrupo R mais frequente na europa, descendentes  do haplogrupo P . Como ilustrado no mapa da caixa de informação ao lado, admite-se que tenha partido da Ásia e expandiu-se por todo o continente américano onde apresenta as frequências mais elavadas.

## Origem e dispersão
É dificil determinar a origem embora se admita que descende de ancestrais patriliares no sul da Ásia dada a variedade de clados antigos de Q na região, especialmente no Afeganistão ou Paquistão. Outras fontes creem que se tenha originado na Sibéria dada a frequência em etnias nativas. ou na Ásia Central.